# غيلبرتو أوين
غيلبرتو أوين (بالإسبانية: Gilberto Owen)‏ هو دبلوماسي وكاتب وشاعر مكسيكي، ولد في 13 مايو 1904 في El Rosario, Sinaloa ‏ في المكسيك، وتوفي في 1952 في فيلادلفيا في الولايات المتحدة.